# Chris Sawyer
Chris Sawyer je skotský nezávislý vývojář počítačových her se zaměřením na stavební/strategické/simulační hry. Má titul v oboru „informatika a mikroprocesorové systémy“.

## Biografie
Do počítačového průmyslu přišel v roce 1983, kdy psal hry v programovacím jazyce pro stroje Z80 na domácím počítači Memotech MTX. Poté programoval pro domácí počítač řady Amstrad CPC.
Od roku 1988 do 1993 pracoval na konverzi her z Amigy pro PC a podílel se na několika populárních hrách, jako Virus (1989), Campaign (1992), Birds of Prey (1992), Dino Dini's Goal (1993) a Frontier Elite 2 (1993).
Od roku 1993 vyvíjí Chris hry na PC, první z nich byl Transport Tycoon, vydaný pod křídly firmy Microprose v roce 1994. Verze hry World Editor následovala v polovině roku 1995, následována zdokonalením s názvem Transport Tycoon Deluxe koncem roku 1995.
Chrisův druhý velký projekt byla hra RollerCoaster Tycoon, vydána firmou Hasbro Interactive počátkem roku 1999, následována dvěma datadisky Added Attractions/Corkscrew Follies koncem roku 1999 a Loopy Landscapes v září 2000.
RollerCoaster Tycoon 2 byl zanedlouho vydán prostřednictvím firmy Infogrames Interactive v roce 2002.
Dlouho očekávané pokračování hry Transport Tycoon, Chris Sawyer's Locomotion, byla dokončena a vydána firmou Atari v říjnu 2004.
Chris programuje v MS Macro Assembler (např. RollerCoaster Tycoon je z 99 % napsán v x86 assembleru/strojovém kódu), MS Visual C, DirectX a v dalších nástrojích. Na tvorbu 3D a 2D grafiky používá různé modelovací, renderovací, a kreslící balíky, včetně Lightwave, Raydream Studio, DeBabelizer Pro, Adobe Photoshop, Paint Shop Pro, Deluxe Paint, Pro Motion, Painter, True Space, Corel Draw a Meta Creations Poser.
Své vzdělání získal v osmdesátých letech na Strathclyde University.